# Ildefons Pla
Ildefons Pla Sentís (San Martivell, 15 de abril de 1938) es un Ingeniero Agrónomo español especialista en la conservación de suelo y agua. Profesor emérito de la Universidad de Lérida, ha sido coordinador del Programa de Doctorado en Suelos, Agua y Medio Ambiente de esa universidad, Presidente de la Organización Internacional para la Conservación del Suelo (ISCO), Presidente de las Sociedades de Ciencia del Suelo de América Latina y Venezuela, Miembro de la Subcomisión de Conservación del Suelo y Medio Ambiente de la Sociedad Internacional de Ciencia del Suelo (IUSSS), Miembro de la Junta Internacional de Investigación y Gestión de Suelos (IBSRAM) y Consultor Internacional de la FAO. 

## Biografía
Licenciado como Ingeniero Agrónomo en la Universidad Central de Venezuela en 1960, siguió su formación obteniendo una Maestría y un Doctorado (PhD) en Ciencias del Suelo por la Universidad de California en Riverside (EE. UU.). Se especializó en Salinidad de Suelos en el Departamento de Agricultura de los Estados Unidos y en Drenaje Agrícola por la Universidad de Wageningen (Países Bajos). Finalmente obtuvo el grado de Doctor en Ingeniero Agronómo por la Universidad de Lérida. 
Posee muchas distinciones por actividades académicas y de investigación en todo el mundo. Estas incluyen ser fundador y Miembro Honorario de la Asociación Mundial de Conservación de Suelos y Aguas (WASWAC) y Miembro Honorario de las Sociedades de Ciencias del Suelo de Venezuela y Colombia y premio Gerold Richter en 2015. Ha sido profesor e investigador visitante en varias universidades y centros de investigación de América Latina, Estados Unidos y Europa y CoDirector del Colegio Internacional de Fïsica de Suelos en el Centro Internacional de Física Teórica (ICTP) y de las Escuelas Latinoamericanas de Física de Suelos (ELAFIS). Sus actividades de investigación se han dedicado principalmente a la gestión y conservación del suelo y el agua, con experiencias en América Latina, Estados Unidos, África Central y Europa mediterránea. 
Ha publicado y editado más de 200 artículos y libros. Ildefonso ha supervisado 15 tesis de doctorado y 13 tesis de maestría. Entre las principales contribuciones de investigación se encuentran el desarrollo y adaptación de métodos y equipos simples para evaluar las propiedades físicas e hidrológicas del suelo en condiciones de campo, el desarrollo de modelos de simulación basados en procesos para la salinidad del suelo (SALSODIMAR) y para evaluar el balance hídrico del suelo y el régimen hídrico en relación con los procesos de degradación del suelo (SOMORE). Estas contribuciones han sido ampliamente utilizadas en diferentes partes del mundo.
Ha formado y forma parte del comité de redacción y de los comités científicos de varias revistas, entre ellas 'Cahiers' de ORSTOM, 'Soil Technology', 'Soil & Tillage Research', Journal of Soil and Water Conservation, 'International Agrophysics', 'Agronomía Tropical, 'Venesuelos', 'Ciencia del Suelo', 'Suelos Ecuatoriales', 'Land Husbandry' y 'Spanish Journal of Soil Science'. 
Actualmente es Presidente de la Organización Internacional de Conservación de Suelos (ISCO), Miembro del Comité Ejecutivo de la Sociedad Europea de las Ciencias del Suelo (ESSC), Vicepresidente de la Asociación Mundial de Conservación de Suelos y Aguas WASWAC, Presidente de la Sección de Conservación de Suelos y Agua de la Sociedad Española de la Ciencia del Suelo y COnsultor Internacional en Gestión y COnservación de Suelos y Agua.